# Armando de Lucena
Armando Figueiredo de Lucena (Sernancelhe, Sernancelhe, 23 de Setembro de 1886 — Lisboa, 25 de Abril de 1975), foi um professor, cronista, historiador de arte e pintor português.
Foi professor de pintura na Escola de Belas-Artes de Lisboa no período compreendido entre 1952 e 1956.
Leccionou também, após jubilado, a disciplina de Desenho, no Externato Secundário da Malveira, a convite do seu fundador e director, Gustavo Caetano. Nessa localidade dos arredores de Lisboa passava habitualmente os seus períodos de lazer. No edifício onde deu aulas, na Malveira, encontra-se hoje instalada a Casa da Cultura. A nova escola, entretanto construida, recebeu o nome de Escola Professor Armando de Lucena.
Lucena, pintor intimista, compôs a sua primeira obra em 1914 ("Campos Floridos, Seara e Tarde de Outono").
No jornal Diário de Notícias foram publicadas semanalmente, crónicas escritas por Armando de Lucena.. Também se encontra colaboração da sua autoria na revista  Renovação (1925-1926) .
Em 1979 a Câmara Municipal de Lisboa homenageou o pintor dando o seu nome a uma rua no Bairro 2 de Maio.

## Biografia
É pai de Vasco Lucena, antigo professor da Escola de Artes Decorativas António Arroio (actual Escola Secundária António Arroio).

## Prémios
- Medalha de ouro - Exposição Ibero-Americana de Sevilha (1929)[2]
- Primeira medalha - Sociedade Nacional de Belas-Artes[2]
- Prémio José de Figueiredo - atribuído pela Sociedade Nacional de Belas-Artes ao livro "Sequeira na Arte do Seu Tempo"[2]
- Grau de Cavaleiro da Ordem Militar de Sant'Iago da Espada (16 de agosto de 1957)[5]
- Grau de Oficial da Ordem Militar de Sant'Iago da Espada (21 de janeiro de 1959)[5]

## Obras

### historiador da arte
- O mosteiro de Alcobaça, (1920)
- Castelos de Portugal, Jorge das Neves Larcher; desenhos de Armando de Lucena, Lisboa: Imp. Nacional (1933)
- Coitas de amor: A primeira saudade portuguesa: Claridade e sombra: Estrela de Alva: O Rei Povoador: Até ao fim do mundo, Magnus Bergström ; il. de Alberto Sousa, Alfredo Morais e Armando de Lucena. 3.ª ed. [S.l. : s.n.], (1938)
- Estilos artísticos: Apontamentos para o ensino técnico profissional, des. e adapt. de Vasco de Lucena, Lisboa: Pap. Fernandes (1939)
- Arte Popular, Usos e Costumes Portugueses, Tip. da Empresa do Anuário Comercial, (1942)[2]
- Pintores portugueses do Romantismo, Lisboa: Empresa Nacional de Publicidade (1943)
- Aspectos da arte em Portugal: Colectânea de alguns artigos publicados no Diário de Noticias, Lisboa: Emprêsa Contemporânea (1945)
- D. Carlos de Bragança na arte portuguesa, (1946)
- A arte sacra em Portugal, Lisboa: Emp. Contemporânea de Edições (1946)
- Dom Fernando : água-fortista (1955)
- Os jardins do Paço Ducal de Vila Viçosa, Armando de Lucena e António Burnay Bello, Fundação da Casa de Bragança (1955)
- O Ribatejo cultural e turístico: Palestra proferida nos Paços do Concelho de Vila Franca de Xira na noite de 29 de Março de 1954, V. Franca de Xira: Bib. Museu Municipal (1955)
- Columbano no seu ofício de pintor, Lisboa (1957)
- Diogo de Macedo, Lisboa (1959)
- Dois retratos inéditos de Henrique Pousão, Lisboa (1959)
- Castelos de Portugal: História e lendas, Lisboa: Emp. Nac. de Publicidade (1960)
- Velázquez no Cason del Retiro em Madrid, Lisboa (1961)
- Monografia de Mafra, Lisboa, Com. Municipal de Turismo (1963)
- Monumentos nacionais, Lisboa, Ag. Geral do Ultramar (1963)
- Caminho português de Santiago, Lisboa: Of. da Empr. Nac. de Publicidade (1965)
- Zurbarán "Pintor do Rei, Rei dos Pintores", Lisboa, E.N.P. (1966)
- Goya no amor e no silêncio, Lisboa: E.N.P. (1966)
- Sequeira na Arte do Seu Tempo (1969)[2]
- A Sé Velha de Coimbra, Lisboa: Bertrand (196_)
- A Catedral da Guarda, Lisboa: Bertrand (196_)
- Obra mafrense, Armando de Lucena; coord. Manuel J. Gandra, Mafra: Câmara Municipal, (2003).

### Pintura
- Campos Floridos, Seara e Tarde de Outono (1914)
- Feira da Malveira
- Gigante Adamastor